# پایگاه دانش تروریسم
پایگاه دانش تروریسم (انگلیسی: MIPT Terrorism Knowledge Base) یا پایگاه اطلاعاتی تروریسم (TKB) در آمریکا مربوط به مؤسسه ملی پیشگیری از تروریسم (MIPT) یک سایت اینترنتی حاوی اطلاعات در مورد حوادث تروریستی، رهبران، گروه‌ها و پرونده‌های مربوط به اینگونه موارد در دادگاه‌ها است. این پایگاه اطلاعاتی از سپتامبر ۲۰۰۴ تا مارس ۲۰۰۸ فعال بود و اکنون تعطیل شده‌است، اما پرونده‌های گروه‌هایی که در مرکز اسناد موجود بودند، اکنون توسط کنسرسیوم ملی برای مطالعه و مقابله با تروریسم در وزارت امنیت داخلی ایالات متحده آمریکا نگهداری می‌شوند.

## پایگاه اطلاعاتی تروریسم
پایگاه اطلاعاتی تروریسم توسط مؤسسه ملی پیشگیری از تروریسم (MIPT)، یک سازمان غیرانتفاعی است که توسط وزارت امنیت داخلی ایالات متحده تأمین مالی و حمایت می‌شد.
پایگاه اطلاعاتی تروریسم حاوی اطلاعات تاریخی دربارهٔ تروریسم است که در سال ۱۹۶۸ با بیش از ۲۹۰۰۰ پرونده مربوط به حوادث، اسامی ۹۰۰ گروه و بیوگرافی ۱۲۰۰ رهبر راه اندازی شد. پایگاه اطلاعاتی تروریسم شامل چندین مشخصه برای تجزیه و تحلیل اطلاعات در مورد تروریسم، از جمله ابزار گرافیکی، نقشه‌ها و خلاصه‌های آماری است.

## بانک اطلاعاتی حوادث
پایگاه اطلاعاتی تروریسم شامل دو بانک اطلاعاتی مربوط به حوادث تروریستی است، یکی تاریخچه و وقایع نگار تروریسم ابرشرکت رند (RAND) از ۱۹۶۸ تا ۱۹۹۷و دیگری بانک اطلاعاتی حوادث رند(RAND) از ۱۹۹۸ تا کنون می‌باشد. در حالی که بخش قبلی حوادث بین‌المللی را ردیابی می‌کرد، پایگاه داده دوم شامل حملات داخلی و بین‌المللی است. مؤسسه رند (RAND) یک بنیاد فکری و مرکز تحقیقاتی جهانی است که در سال ۱۹۴۶ توسط نیروهای نظامی ایالات متحده آمریکا تأسیس شد.

## پرونده گروه‌ها و رهبرانشان
علاوه بر بانک اطلاعاتی حوادث، پایگاه اطلاعاتی تروریسم حاوی اطلاعات در مورد چند صد گروه تروریستی و رهبرانشان است. دی اف آی بین‌المللی یک مؤسسه مشاوره مستقر در واشینگتن دی سی، مسئول پرونده‌های گروه‌ها و رهبرانشان می‌باشد. پرونده‌های گروه‌ها شامل اطلاعاتی در مورد ایدئولوژی هر گروه، فلسفه بنیانگذاری، اهداف فعلی، و همچنین «واقعیت‌های سریع» مانند قدرت و منابع مالی اعضای آنها می‌باشد. پرونده‌های رهبران شامل اطلاعات مربوط به عضویت و نقش رهبران کلیدی تروریستی و همچنین تاریخچه و موقعیت فعلی افراد است.

## بانک اطلاعاتی و مدارک قانونی
پایگاه اطلاعاتی تروریسم همچنین دارای چند صد پرونده از تحقیقات تروریسم آمریکایی است. تحقیقات تروریسم آمریکایی توسط دکتر برنت اسمیت از دانشگاه آرکانزاس و دکتر کلی دامفوس تهیه شده‌است. این بانک اطلاعاتی شامل افراد و گروه‌هایی است که توسط دولت ایالات متحده و اف‌بی‌آی در تحقیقات رسمی به اتهامات تروریستی متهم شده‌اند. موارد پرونده‌ها شامل خلاصه پرونده کیفری و همچنین نسخه‌های اسکن شده مدارک ثبت نام عمومی مربوط به دادرسی است.

## ابزارهای دیگر
بانک اطلاعاتی دانش تروریسم همچنین شامل نقشه‌های دارای توضیحات به همراه عکس هوایی ماهواره ای شاخص گذاری شده می‌باشد که به کاربران اجازه می‌دهد تا حوادث تروریستی و همچنین زیرساخت‌های کلیدی مانند جاده‌ها، خطوط لوله و منابع طبیعی را مطالعه کنند. ویژگی‌های دیگر شامل برنامه گرافیکی شناخته شده به عنوان «نشان دهنده تجزیه و تحلیل حوادث»، جداول توجیهی، ابزار جستجوی پیشرفته و اخبار مربوط به تروریسم است.